# 好摩駅

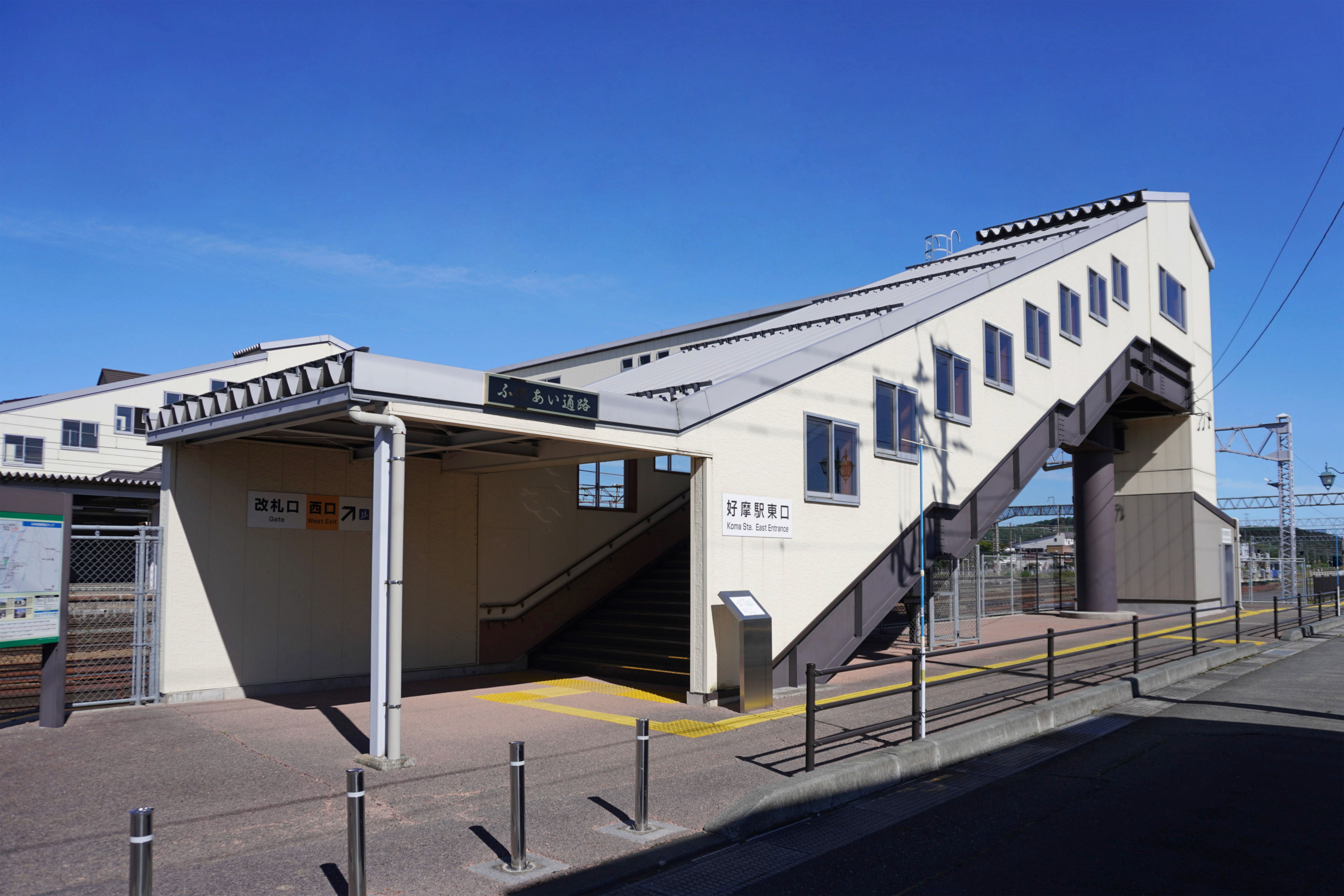
東口（2023年9月）

好摩駅（こうまえき）は、岩手県盛岡市好摩字上山（かみやま）にある、IGRいわて銀河鉄道・東日本旅客鉄道（JR東日本）の駅。両社の共同使用駅で、IGRいわて銀河鉄道の管轄駅である。

## 乗り入れ路線
IGRいわて銀河鉄道のいわて銀河鉄道線と、JR東日本の花輪線が乗り入れている。花輪線は当駅が起点であるが、すべての列車が片乗り入れの形でいわて銀河鉄道線盛岡駅まで直通する。
歴史的に、現在のいわて銀河鉄道線区間は、日本鉄道の路線として開業し、その後省線、国鉄を経てJR東日本へと経営母体は変わったが、常に東北本線の一部区間として管理されてきた。この間、各時代、各事業者によって単独管理されてきたが、2002年（平成14年）12月1日に、東北新幹線の八戸駅延伸に伴い並行在来線が経営分離されると、東北本線の盛岡駅 - 目時駅間はいわて銀河鉄道線となった。
こうした歴史から、現在もJR花輪線の列車はいわて銀河鉄道線盛岡駅まで乗り入れており、連絡乗車券が発売されている。一方、JR花輪線といわて銀河鉄道線いわて沼宮内駅・青い森鉄道八戸駅方面を当駅で乗り換える際には、連絡乗車券がなく、各社線ごとに乗車券を購入する必要がある。
東北本線の時代には、特急「はつかり」や、急行「よねしろ」・「十和田」などの優等列車も停車していた。

## 歴史

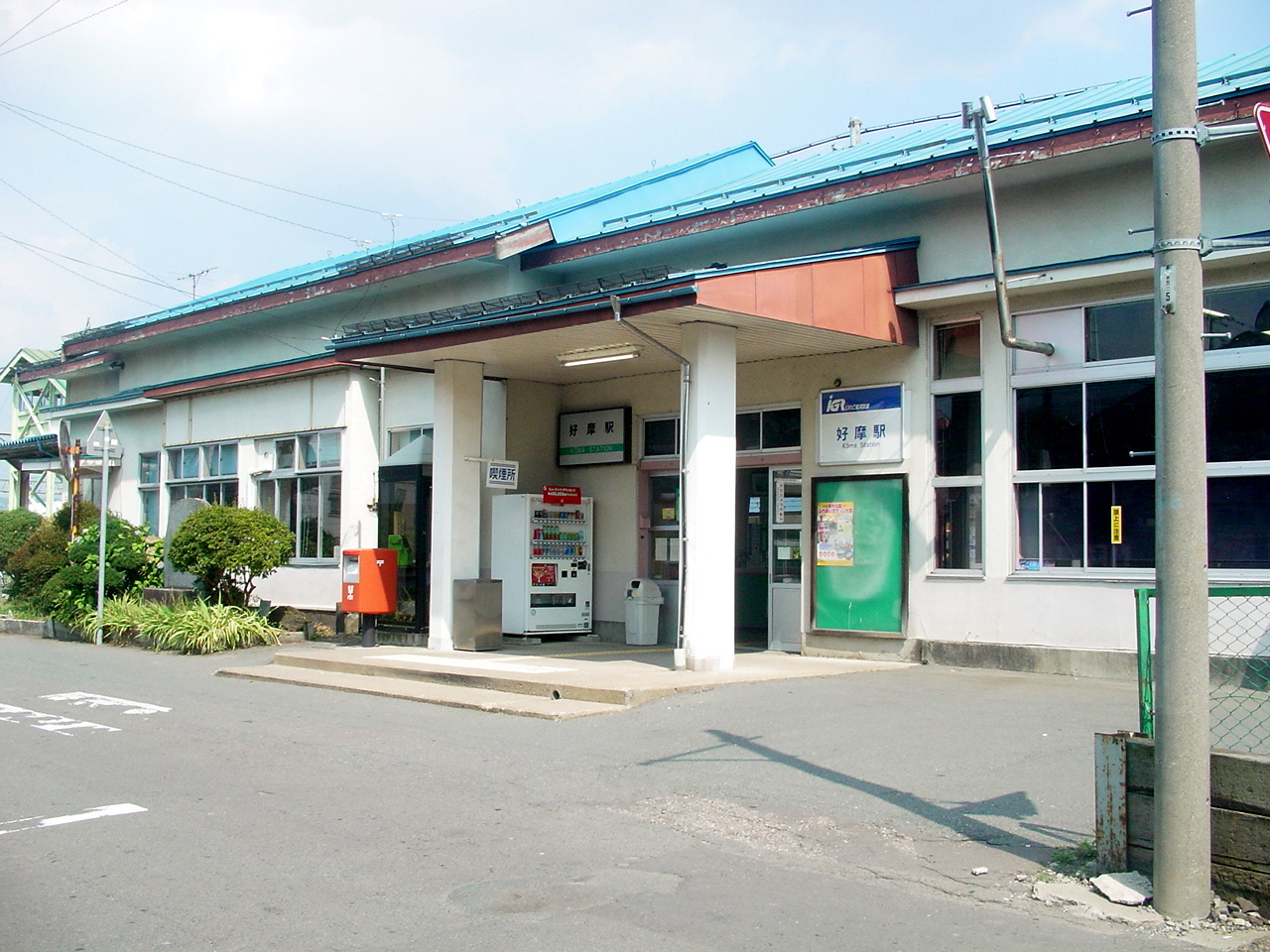
旧駅舎（2007年8月）

- 1891年（明治24年）9月1日：日本鉄道の駅として南岩手郡玉山村に開業[2]。
- 1906年（明治39年）11月1日：日本鉄道が国有化[2]。官設鉄道の駅となる
- 1922年（大正11年）8月27日：花輪線が開通[3]。
- 1978年（昭和53年）11月6日：貨物の取り扱いを廃止[2]。
- 1985年（昭和60年）3月14日：荷物の扱いを廃止[2]。
- 1987年（昭和62年）4月1日：国鉄分割民営化に伴い、東日本旅客鉄道の駅となる[2][3]。
- 1993年（平成5年）3月18日：当駅に1往復のみ停車していた特急「はつかり」が当駅は無停車となり、当駅に停車する優等列車はなくなる。
- 2002年（平成14年）12月1日：東北本線盛岡駅 - 目時駅間がIGRいわて銀河鉄道へ移管され、IGRいわて銀河鉄道の管轄駅となる[4]。同時に好摩駅長が廃止され、IGR盛岡駅長管理となる。
- 2009年（平成21年）1月30日：駅舎改築・東西自由通路建設工事に着手[5]。
- 2011年（平成23年）5月15日：好摩駅周辺整備事業の一環として、駅舎が橋上化され、駅の東西を結ぶ自由通路「ふれあい通路」が開設された[1]。
- 2024年（令和6年）10月1日：JR東日本（花輪線）でえきねっとQチケのサービスを開始[6][7]。

## 駅構造
単式ホーム1面1線と島式ホーム1面2線、合計2面3線のホームを持つ地上駅である。互いのホームは跨線橋で連絡している。IGRとJR東日本との社界は、駅北方にある花輪線のカーブ上にある場内信号機であり、境界標識は場合によってはグーグルストリートビューでも見ることができる。
IGRいわて銀河鉄道盛岡駅管理で、日中のみ駅員が配置される直営駅となっている。なお、JR時代は駅長配置の管理駅で、みどりの窓口設置駅であった。
駅舎には出札窓口のほか、IGRの自動券売機がある。JRは一部の区間（好摩からの花輪線と盛岡接続の東北本線主要駅）の乗車券のみ自動券売機で販売されており、花輪線の回数券・定期券の取り扱いはない。
好摩駅周辺整備事業の一環として、2009年（平成21年）1月30日より駅舎の建て替え工事が行われ、2011年（平成23年）5月15日に新たな橋上駅舎での営業を開始するとともに、駅の東西を結ぶ自由通路「ふれあい通路」や東口（バス・タクシー乗り場）が新設された。
花輪線の列車は当駅での乗務員引継ぎをせず、盛岡駅 - 当駅間もJRの乗務員（運転士・車掌）が担当している。

### のりば
| 番線 | 路線              | 方向 | 行先     |
| ---- | ----------------- | ---- | -------- |
| 1    | ■花輪線           | 下り | 大館方面 |
| 1    | ■いわて銀河鉄道線 | 上り | 盛岡方面 |
| 2    | ■いわて銀河鉄道線 | 下り | 八戸方面 |
| 3    | ■いわて銀河鉄道線 | 上り | 盛岡方面 |

- 上り列車は、■花輪線からの直通列車（おもに1番線を使用）を含む。

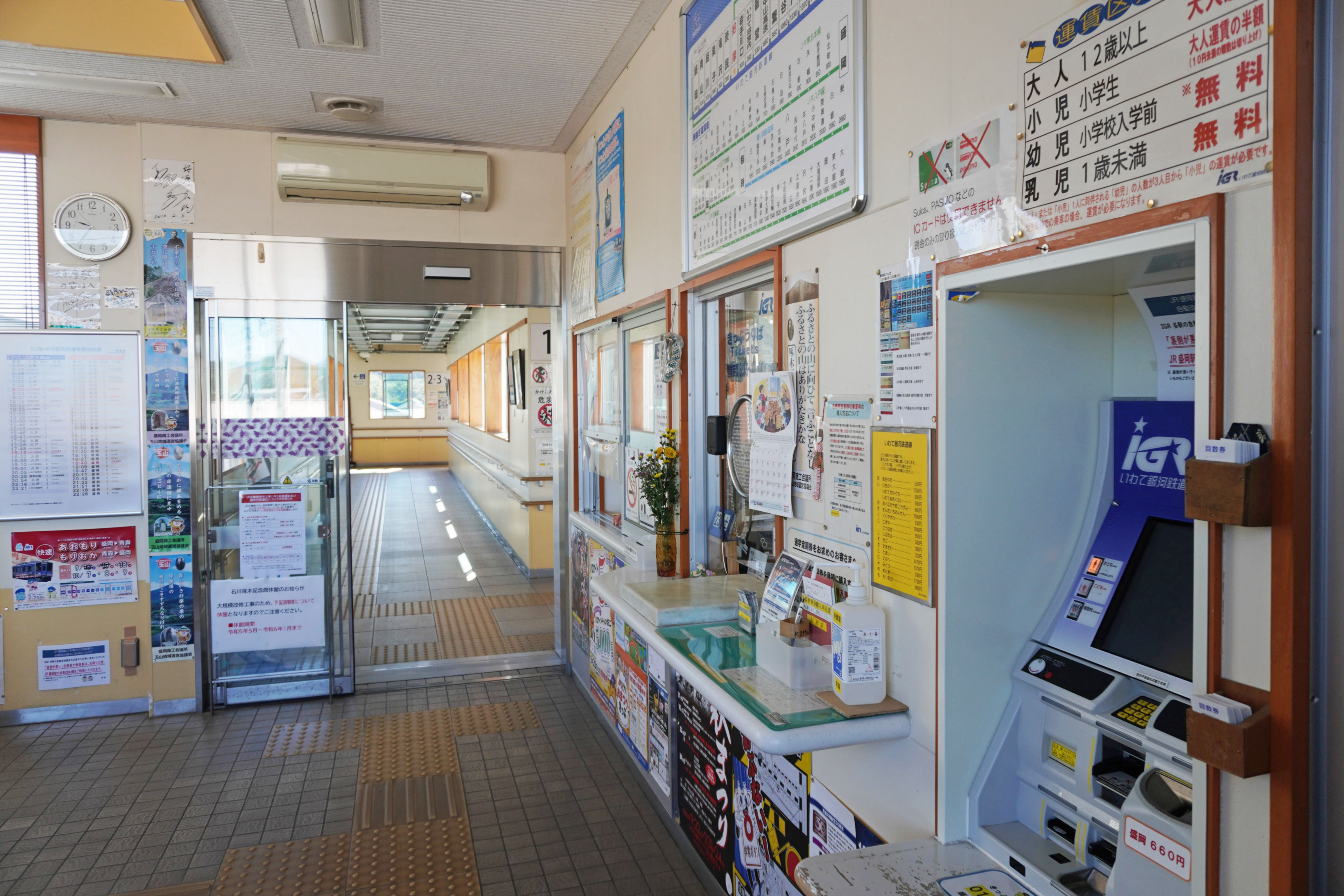
改札口（2023年9月）
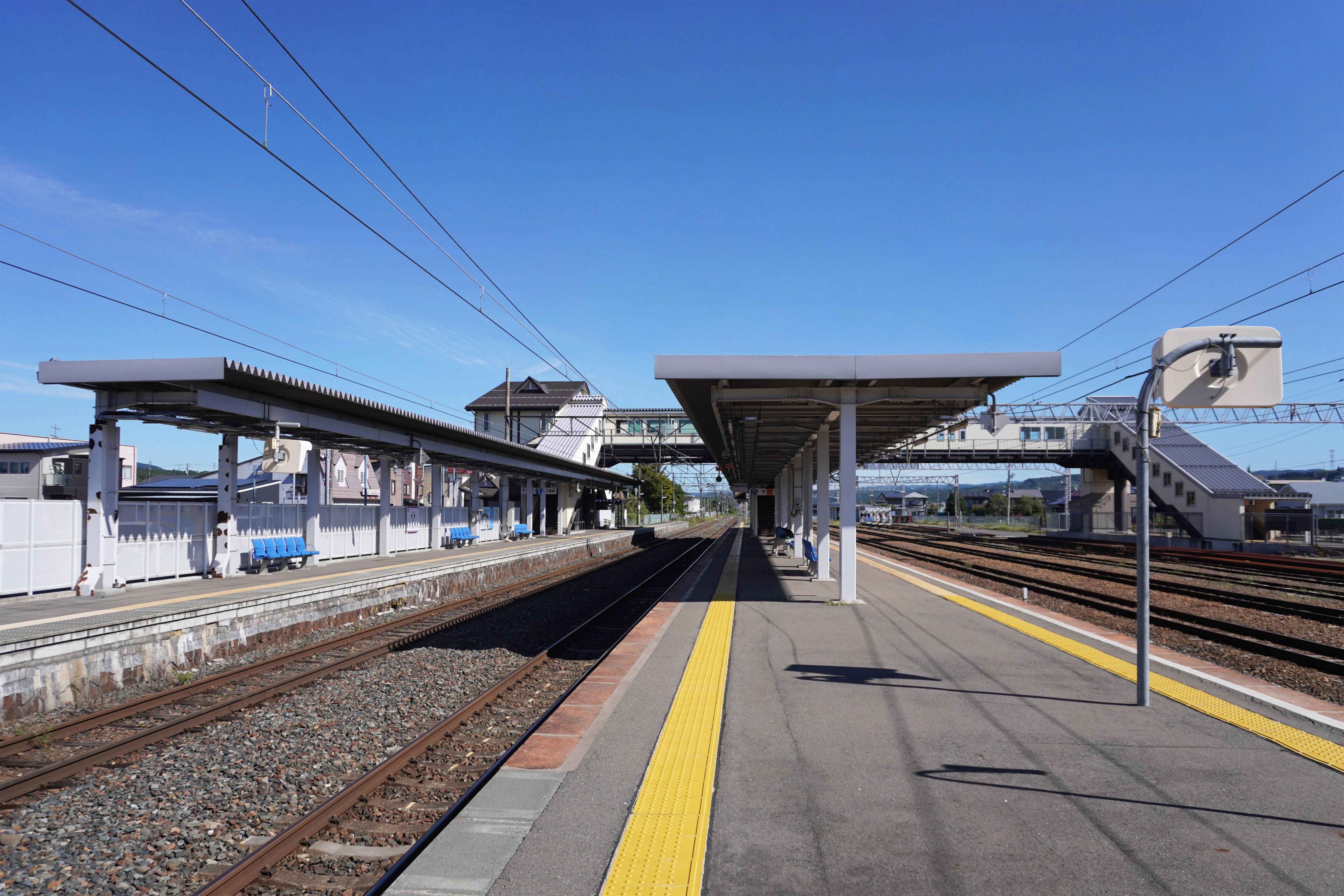
ホーム（2023年9月）

## 利用状況

### IGRいわて銀河鉄道
IGRいわて銀河鉄道によると、2024年度（令和6年度）の1日平均乗降人員は1,412人である。
2002年度（平成14年度）以降の推移は以下のとおりである。
| 1日平均乗降人員推移（IGRいわて銀河鉄道） | 1日平均乗降人員推移（IGRいわて銀河鉄道） | 1日平均乗降人員推移（IGRいわて銀河鉄道） | 1日平均乗降人員推移（IGRいわて銀河鉄道） | 1日平均乗降人員推移（IGRいわて銀河鉄道） | 1日平均乗降人員推移（IGRいわて銀河鉄道） | 1日平均乗降人員推移（IGRいわて銀河鉄道） |
| 年度                                     | 定期                                     | 定期                                     | 定期                                     | 定期外                                   | 合計                                     | 出典                                     |
| 年度                                     | 通勤                                     | 通学                                     | 合計                                     | 定期外                                   | 合計                                     | 出典                                     |
| ---------------------------------------- | ---------------------------------------- | ---------------------------------------- | ---------------------------------------- | ---------------------------------------- | ---------------------------------------- | ---------------------------------------- |
| 2002年（平成14年）                       | 557                                      | 1,365                                    | 1,922                                    | 944                                      | 2,866                                    | [ IGR 2 ]                                |
| 2003年（平成15年）                       | 508                                      | 1,590                                    | 2,098                                    | 840                                      | 2,938                                    | [ IGR 3 ]                                |
| 2004年（平成16年）                       | 483                                      | 1,516                                    | 1,999                                    | 784                                      | 2,783                                    | [ IGR 4 ]                                |
| 2005年（平成17年）                       | 453                                      | 1,463                                    | 1,916                                    | 746                                      | 2,662                                    | [ IGR 5 ]                                |
| 2006年（平成18年）                       | 470                                      | 1,372                                    | 1,842                                    | 733                                      | 2,575                                    | [ IGR 6 ]                                |
| 2007年（平成19年）                       | 469                                      | 1,271                                    | 1,740                                    | 716                                      | 2,456                                    | [ IGR 7 ]                                |
| 2008年（平成20年）                       | 483                                      | 1,213                                    | 1,696                                    | 709                                      | 2,405                                    | [ IGR 8 ]                                |
| 2009年（平成21年）                       | 454                                      | 1,203                                    | 1,657                                    | 653                                      | 2,310                                    | [ IGR 9 ]                                |
| 2010年（平成22年）                       | 426                                      | 1,212                                    | 1,638                                    | 616                                      | 2,254                                    | [ IGR 10 ]                               |
| 2011年（平成23年）                       | 381                                      | 1,160                                    | 1,541                                    | 562                                      | 2,103                                    | [ IGR 11 ]                               |
| 2012年（平成24年）                       | 374                                      | 1,139                                    | 1,513                                    | 583                                      | 2,096                                    | [ IGR 12 ]                               |
| 2013年（平成25年）                       | 438                                      | 1,158                                    | 1,596                                    | 530                                      | 2,126                                    | [ IGR 13 ]                               |
| 2014年（平成26年）                       | 427                                      | 1,080                                    | 1,507                                    | 506                                      | 2,013                                    | [ IGR 14 ]                               |
| 2015年（平成27年）                       | 394                                      | 1,100                                    | 1,494                                    | 479                                      | 1,973                                    | [ IGR 15 ]                               |
| 2016年（平成28年）                       | 393                                      | 1,041                                    | 1,434                                    | 457                                      | 1,891                                    | [ IGR 16 ]                               |
| 2017年（平成29年）                       | 408                                      | 1,028                                    | 1,436                                    | 465                                      | 1,901                                    | [ IGR 17 ]                               |
| 2018年（平成30年）                       | 408                                      | 1,030                                    | 1,438                                    | 453                                      | 1,891                                    | [ IGR 18 ]                               |
| 2019年（令和元年）                       | 400                                      | 950                                      | 1,350                                    | 414                                      | 1,764                                    | [ IGR 19 ]                               |
| 2020年（令和02年）                       | 373                                      | 798                                      | 1,171                                    | 230                                      | 1,401                                    | [ IGR 20 ]                               |
| 2021年（令和03年）                       | 330                                      | 835                                      | 1,165                                    | 250                                      | 1,415                                    | [ IGR 21 ]                               |
| 2022年（令和04年）                       | 336                                      | 816                                      | 1,152                                    | 278                                      | 1,431                                    | [ IGR 22 ]                               |
| 2023年（令和05年）                       | 330                                      | 791                                      | 1,121                                    | 331                                      | 1,453                                    | [ IGR 23 ]                               |
| 2024年（令和06年）                       | 324                                      | 748                                      | 1,071                                    | 341                                      | 1,412                                    | [ IGR 1 ]                                |

### JR東日本
JR東日本によると、2023年度（令和5年度）の1日平均乗車人員は396人である（IGRいわて銀河鉄道からの連絡人員を含む）。
2000年度（平成12年度）以降の推移は以下のとおりである。
| 1日平均乗車人員推移（JR東日本） | 1日平均乗車人員推移（JR東日本） | 1日平均乗車人員推移（JR東日本） | 1日平均乗車人員推移（JR東日本） | 1日平均乗車人員推移（JR東日本） |
| 年度                            | 定期外                          | 定期                            | 合計                            | 出典                            |
| ------------------------------- | ------------------------------- | ------------------------------- | ------------------------------- | ------------------------------- |
| 2000年（平成12年）              |                                 |                                 | 757                             | [ JR 2 ]                        |
| 2001年（平成13年）              |                                 |                                 | 715                             | [ JR 3 ]                        |
| 2002年（平成14年）              |                                 |                                 | 753                             | [ JR 4 ]                        |
| 2003年（平成15年）              |                                 |                                 | 927                             | [ JR 5 ]                        |
| 2004年（平成16年）              |                                 |                                 | 859                             | [ JR 6 ]                        |
| 2005年（平成17年）              |                                 |                                 | 776                             | [ JR 7 ]                        |
| 2006年（平成18年）              |                                 |                                 | 707                             | [ JR 8 ]                        |
| 2007年（平成19年）              |                                 |                                 | 681                             | [ JR 9 ]                        |
| 2008年（平成20年）              |                                 |                                 | 651                             | [ JR 10 ]                       |
| 2009年（平成21年）              |                                 |                                 | 631                             | [ JR 11 ]                       |
| 2010年（平成22年）              |                                 |                                 | 602                             | [ JR 12 ]                       |
| 2011年（平成23年）              |                                 |                                 | 619                             | [ JR 13 ]                       |
| 2012年（平成24年）              | 129                             | 483                             | 613                             | [ JR 14 ]                       |
| 2013年（平成25年）              | 121                             | 481                             | 602                             | [ JR 15 ]                       |
| 2014年（平成26年）              | 120                             | 431                             | 551                             | [ JR 16 ]                       |
| 2015年（平成27年）              | 105                             | 439                             | 545                             | [ JR 17 ]                       |
| 2016年（平成28年）              | 99                              | 407                             | 506                             | [ JR 18 ]                       |
| 2017年（平成29年）              | 100                             | 408                             | 508                             | [ JR 19 ]                       |
| 2018年（平成30年）              | 99                              | 421                             | 521                             | [ JR 20 ]                       |
| 2019年（令和元年）              | 87                              | 397                             | 484                             | [ JR 21 ]                       |
| 2020年（令和02年）              | 44                              | 336                             | 380                             | [ JR 22 ]                       |
| 2021年（令和03年）              | 50                              | 349                             | 399                             | [ JR 23 ]                       |
| 2022年（令和04年）              | 56                              | 337                             | 393                             | [ JR 24 ]                       |
| 2023年（令和05年）              | 70                              | 325                             | 396                             | [ JR 1 ]                        |

## 駅周辺

### 東側
- 北上川
  - 芋田橋
  - 桝沢橋
  - 鶴飼橋
- 国道4号渋民バイパス
- 岩手県道301号渋民田頭線（渋民方面）
- 岩手県道129号好摩停車場線
- 岩手県北バス・JRバス東北「好摩口」停留所

### 西側
- 赤川
- 県道301号渋民田頭線（大更方面）
- 盛岡市役所巻堀出張所
- 好摩郵便局
- 岩手銀行好摩支店
- 盛岡市立好摩小学校
- 盛岡市立巻堀中学校
- 松川
- 盛岡東警察署好摩駐在所
- 岩手県北バス「好摩駅」停留所[9][10]

## その他
- 石川啄木がこの駅から列車で上京した。啄木生家の現在の最寄り駅は渋民駅であるが、当時はまだ開業していなかった。
- 1960年代終わりから1980年代半ばにかけて、客車と気動車とが併結された珍しい列車が運行され、当駅で切り離し作業を行っていた。客車（539列車）は沼宮内行き、気動車（927D）は花輪線に入って大館まで運転されていた。

## 隣の駅
IGRいわて銀河鉄道
■いわて銀河鉄道線
渋民駅 - 好摩駅 - 岩手川口駅
東日本旅客鉄道（JR東日本）
■花輪線（盛岡駅 - 当駅間いわて銀河鉄道線）
渋民駅 - 好摩駅 - 東大更駅

### 記事本文